# Наизнанку (фильм, 1989)
«Наизнанку» (эст. Pahupidi) — советский короткометражный фильм 1989 года по мотивам рассказа Михаила Веллера «А вот те шиш» снятый на киностудии «Таллинфильм» Валерием Блиновым, известным кинооператором, фильм — его режиссёрский дебют, так оставшийся единственным его фильмом в качестве режиссёра, при этом отмечается, что фильм в целом авторский — Блинов выступил не только как режиссёр, но и как оператор, а также сценарист.

## Сюжет
Камерная короткометражная драма о встрече двух друзей, которая превращается в циничное сведение счётов одного с другим.
В 1980-х годах в Таллинне, спустя долгое время, встречаются два бывших друга, один едет провожать другого в аэропорт, где они ожидают вылета в кафе.
В ходе разговора начинают всплывать далекие прошлые события, давняя обида одного из них, зависть к жизни, которую прожил другой.

## В ролях
- Хейно Мандри — Пеэтер
- Кальё Кийск — Тамм

## Критика
В этой короткометражке, лишь с двумя актёрами, киновед Ыйэ Орав отметила сильную актёрскую игру:

Хейно Мандри и Кальё Кийск, как главные актёры фильма, совершенно разные по своей актёрской натуре, так же как и их воплощённые персонажи Пеэтер и Тамм. Их игра нюансирована и действительно приятна. Глубоко проникая в душу своих героев, срывая с неё защитное покрытие, перед зрителем открывается трагическая страница из нашего недавнего прошлого, метко переданная на фоне политической ситуации.
Оригинальный текст (эст.)Heino Mandri ja Kaljo Kiisk filmi peaosalistena on täiesti erinevad oma näitlejanatuurilt, nii nagu on erinevad ka nende kehastatud tegelased Peeter ja Tamm. Nende mäng on nüansirikas ja tõeliselt nauditav. Tungides süvitsi oma tegelaste hingeellu, kiskudes sellelt viimsegi kaitsva kattekihi, avaneb vaataja ees üks traagiline lehekülg meie lähiminevikust, tabavalt antuna poliitilise olukorra taustal.